# Gladö Kvarnsjöns naturreservat
Gladö Kvarnsjöns naturreservat ligger vid tätorten Gladö kvarn i Huddinge kommun, Stockholms län. Reservater omfattar stora delar av Kvarnsjön och marken sydost om sjön. Reservatet bildades år 2014 och har en areal av 212 hektar, därav 154 hektar land. Markägare och förvaltare är Huddinge kommun.

## Beskrivning
I april 2013 gav kommunfullmäktige i Huddinge kommun uppdraget åt miljönämnden att ta fram och bereda ett förslag till beslut för inrättande av Gladö Kvarnsjöns naturreservat och i februari 2014 fattades beslut att inrätta reservatet. 
Reservatets område sträcker sig från ruinen efter vattenkvarnen Gladö kvarn i nordost till torpet Nytorp och Kärrsjön i sydväst samt till Nybovik i norr. I väster gränser reservatet till Botkyrka kommun och norr om tätorten vidtar Flemingsbergsskogens naturreservat och Gladöskogens naturreservat. I öster ansluter Orlångens naturreservat. Själva Kvarnsjö utgör den största delen av reservatet. Det är en näringsfattig sjö med god vattenkvalitet. Ovanligt många musselarter finns i sjön, bland dem rik förekomst av Större dammusslan.  Vid Nybovik finns en badstrand. Genom området söder om Kvarnsjön går Sörmlandsleden som här sammanfaller med Huddingeleden och den 1,8 kilometer långa Rovfågelleden som slutar på SRV återvinning:s gamla deponi utanför reservatet där kommunen utfodrar rovfåglar med trafikdödade djur.

## Historisk bebyggelse
- Gladö kvarn låg vid Kvarnbäcken som avvattnar Kvarnsjön till Orlången. Det var en vattenkvarn som är omnämnd redan 1331. Senare låg Gladö kvarn under Sundby gård. Här maldes både säd till mjöl och sågades bräder. Nuvarande kvarnbyggnad revs på 1940-talet och idag är bara gråstensgrunden kvar. Kvarnstugan brann ner på 1970-talet.

- Torpet Nybovik låg vid Kvarnsjöns norra vik och omnämns första gången i husförhörslängden från 1689 som torp under godset Gladö. 1716 hörde 20 tunnland jord till torpet. När Gladö upphörde som huvudgård lades Nybovik under Sundby gård. Den sista torparen, änkan Emma Lovisa Hellström, lämnade Nybovik 1917. Torpet finns inte kvar längre. Däremot ligger Gladö kvarns badplats här.

- Torpet Eriksberg låg vid nordöstra delen av Kvarnsjön och var backstuga till Sundby gård. På 1900-talet var det bostad för fattighjon. Idag återstår bara en glänta i skogen.

- Skomarkartorp stod vid reservatets sydöstra gräns och nära Kärrsjön. 1689 låg det under Gladö och senare under Sundby. Torpet brukades fram till 1920 och förstördes vid en brand 1940 då skogsarbetare skulle tända eld på ett getingbo.

- Nytorp är ett ännu bevarat torp vid sydöstra sidan om Kvarnsjön och omnämns i husförhörslängden från 1689. Även det låg först under Gladö och senare under Sundby gård. Nytorps sista torpare brukade marken fram till 1923. Idag är stället ett fritidshus som ägs av kommunen. Nytorp ingår inte i reservatet men ligger inom det samma.

- Torpet Mellanberg finns också kvar och ligger vid reservatets södra gräns. Torpet omnämns i husförhörslängden från 1740 och låg då under Gladö. Sista torparfamiljen hette Hellström som flyttade in 1917. Då hörde fem hektar åker till torpet samt två hästar, sex kor, två ungdjur, två grisar och tjugo höns. Liksom Nytorp ingår fastigheten inte i reservatet men ligger inom det samma. Mellanberg ägs av Huddinge kommun som hyr ut till en MC-klubb. Vid Mellanberg börjar även den 1,8 kilometer långa Rovfågelleden.

## Syftet
Enligt Huddinge kommun, som äger och sköter reservatet, är syftet bland annat "att bevara och utveckla områdets värden för den biologiska mångfalden. Sjöarna, våtmarkerna, vattendragen, bäckarna, skogsmarken, betesmarkerna och slåttermarkerna inom reservatet ska vårdas och skyddas. Syftet är vidare att bevara områdets värden för det rörliga friluftslivet".

## Bilder

Naturen
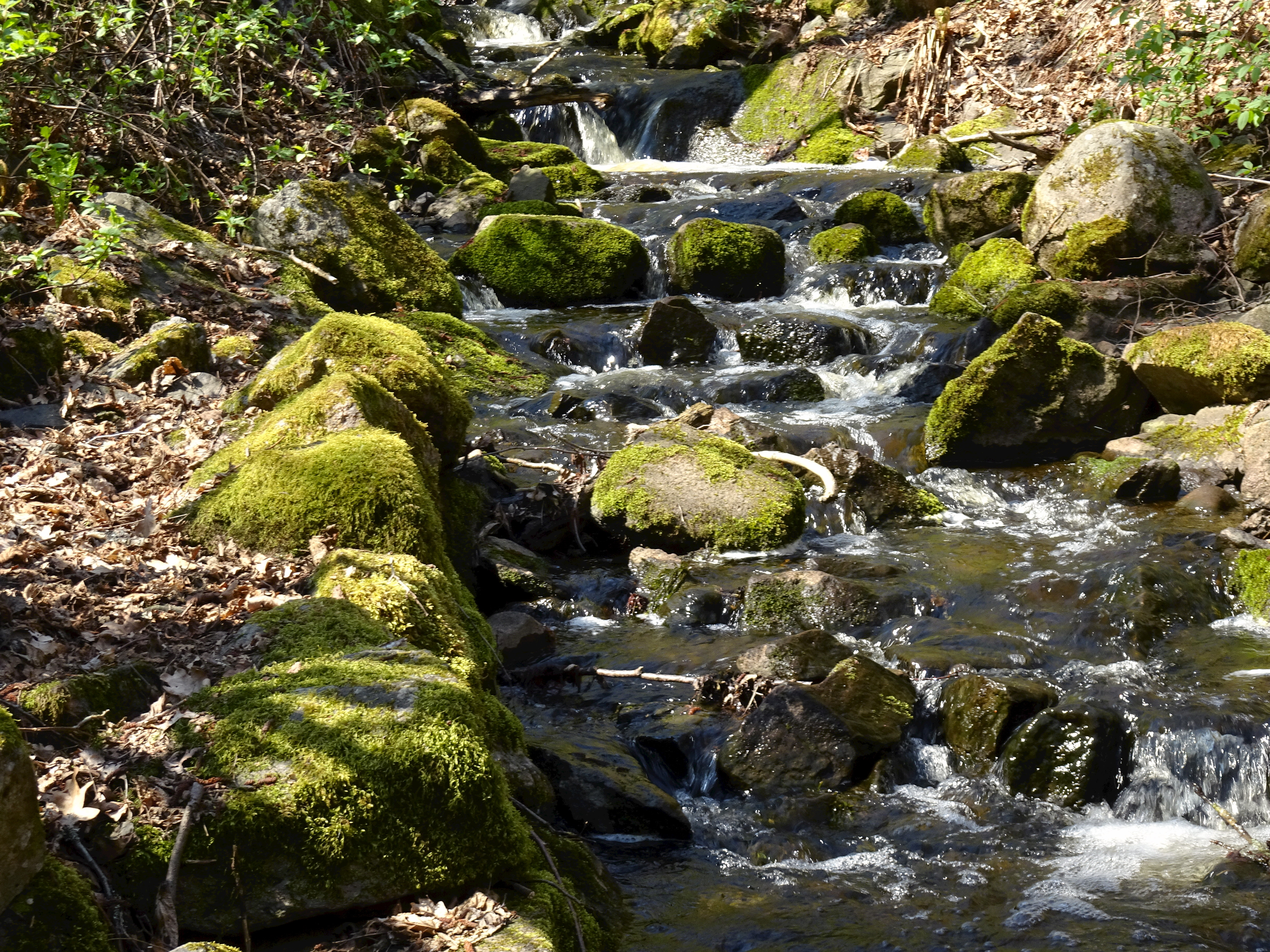
Kvarnbäckens fors.
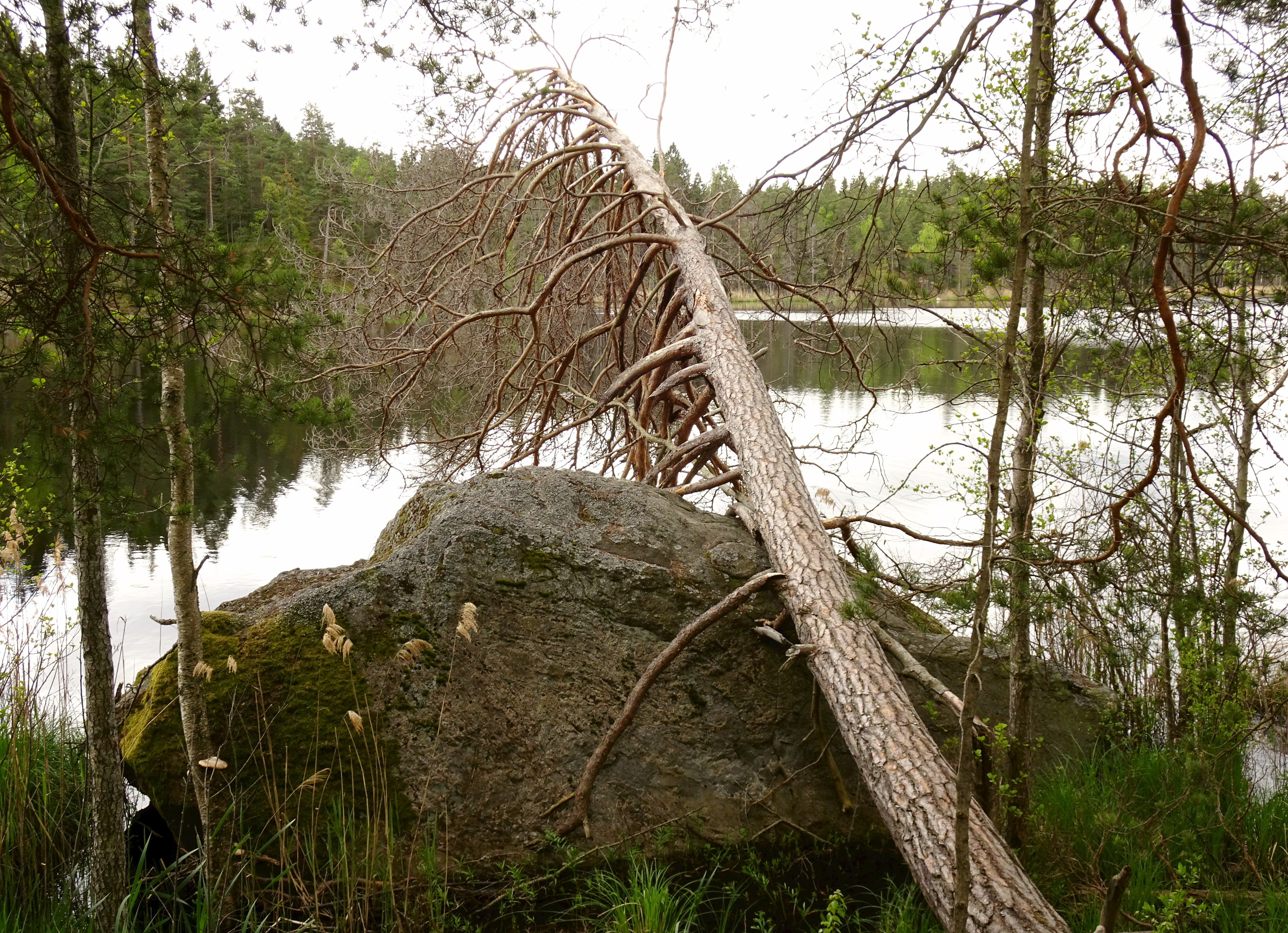
Kärrsjön från nordost.
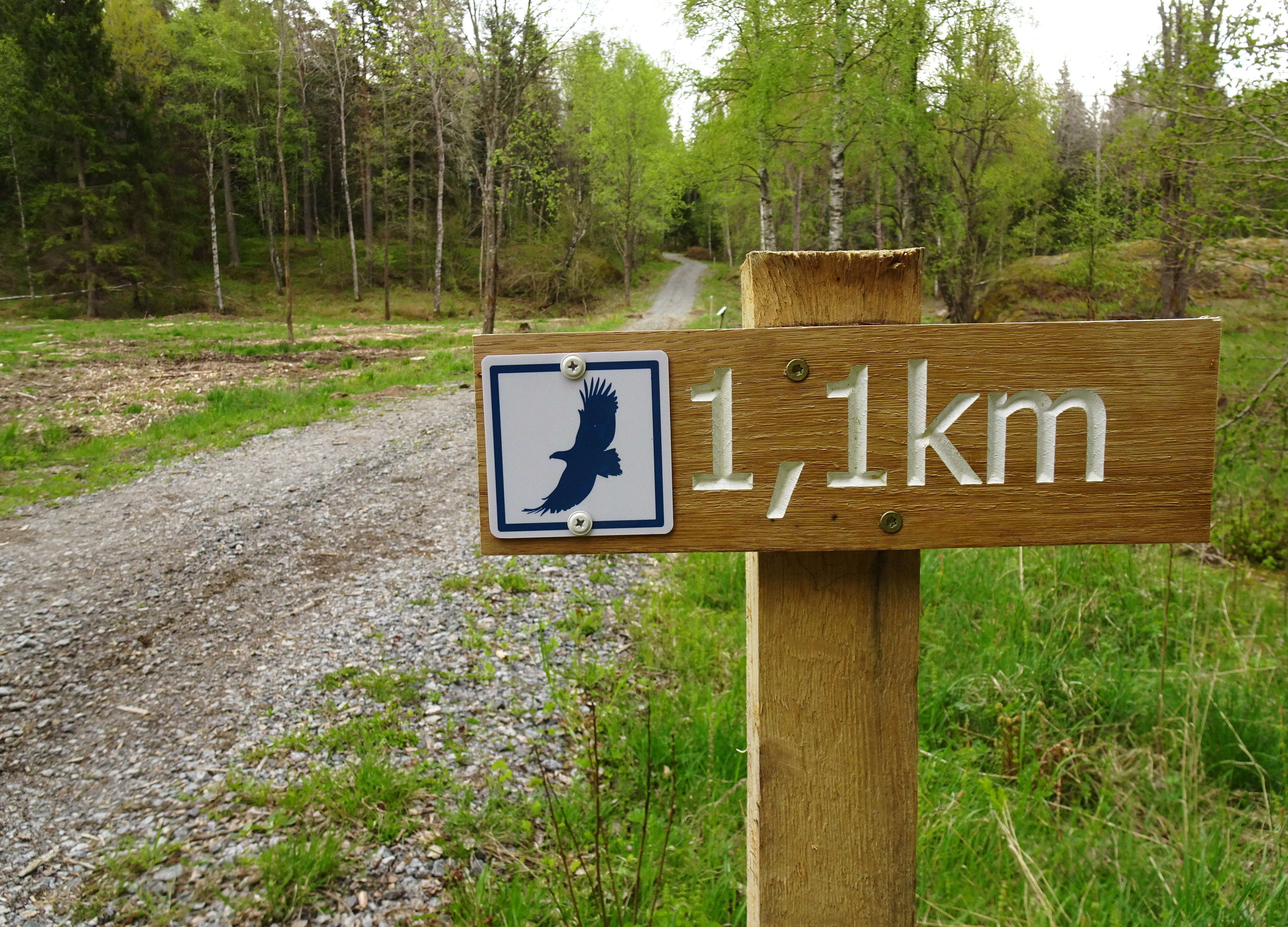
Rovfågelleden.
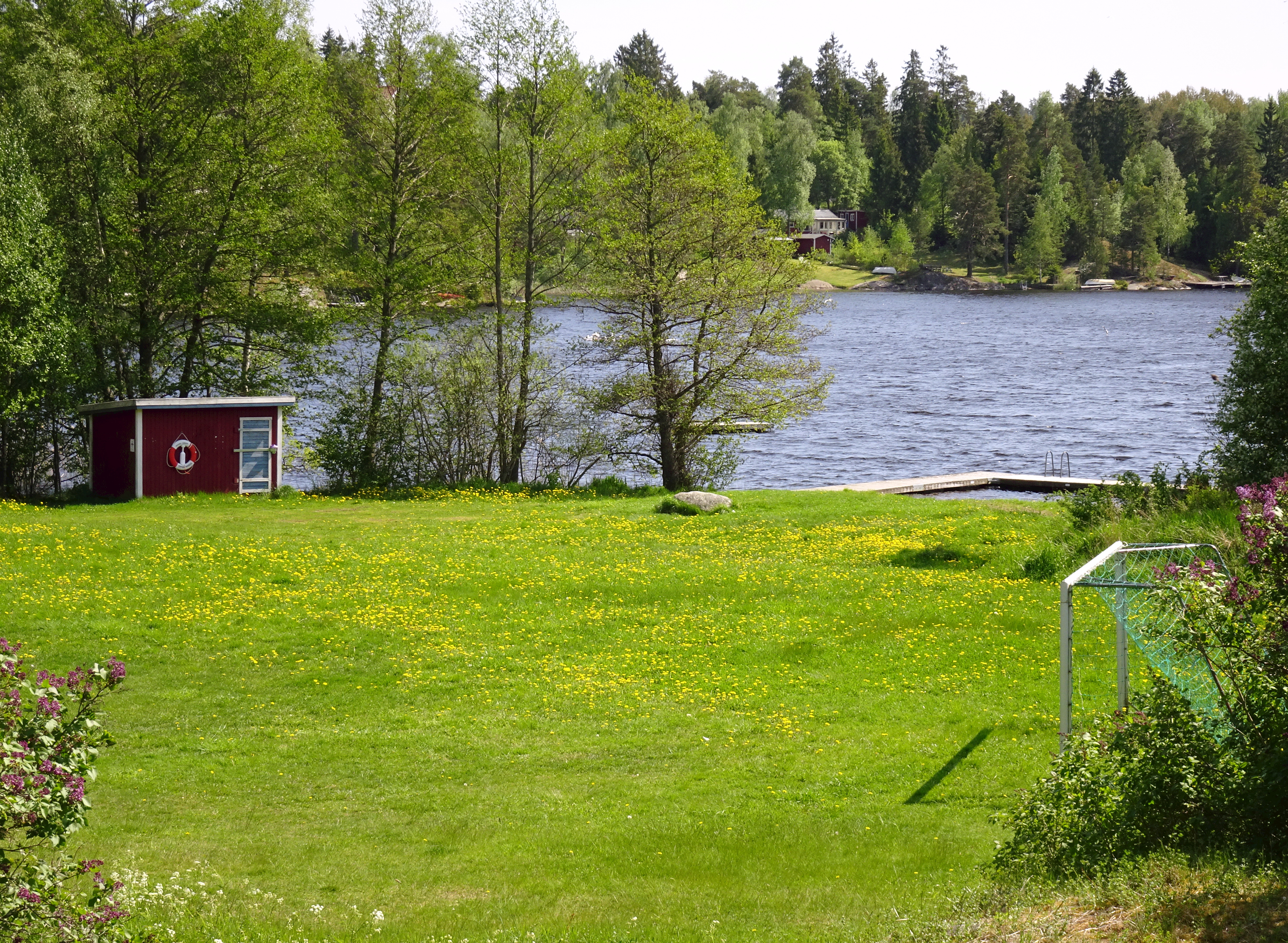
Nyboviks badplats.

Historisk bebyggelse
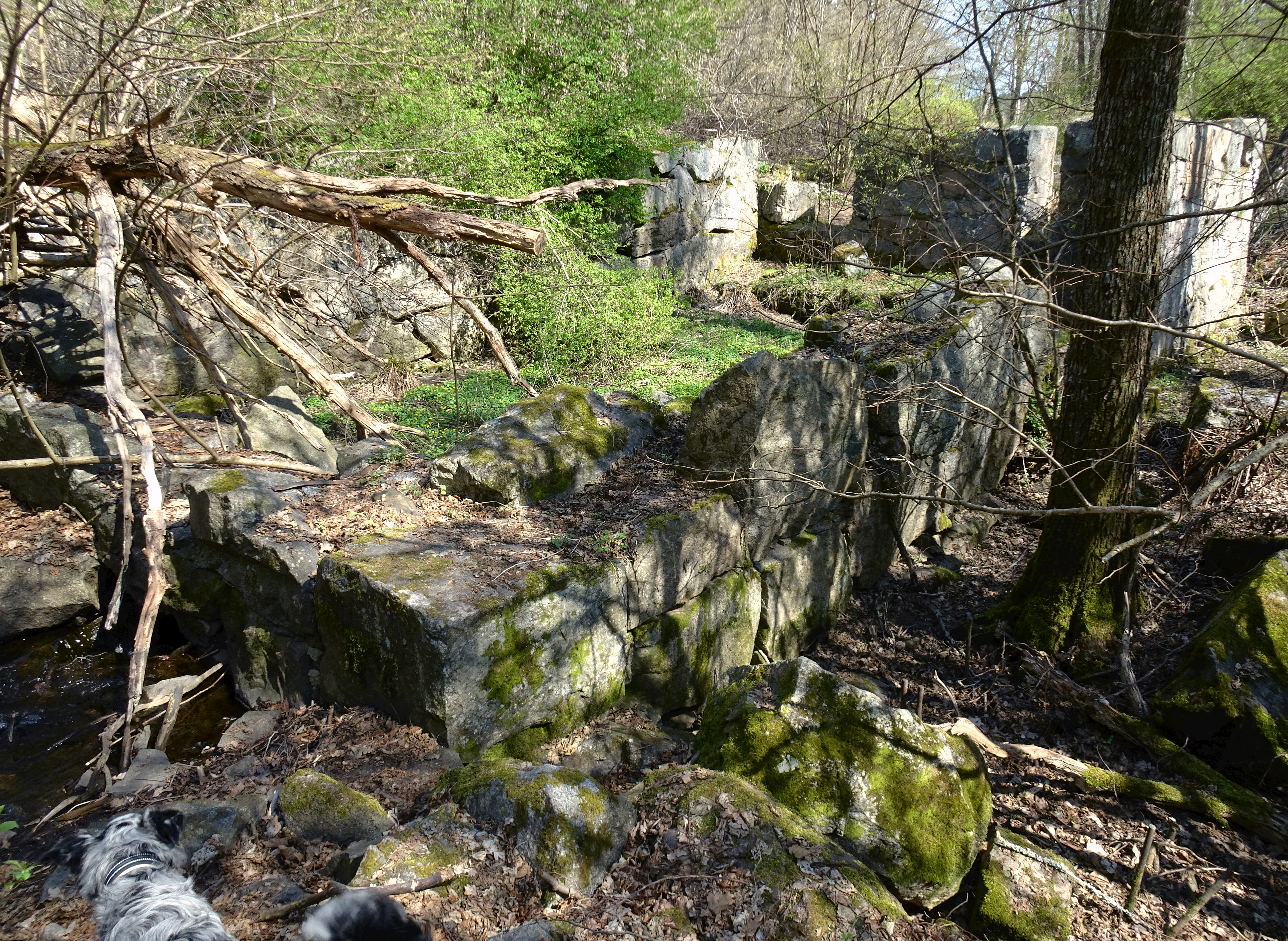
Gladö kvarns ruin.
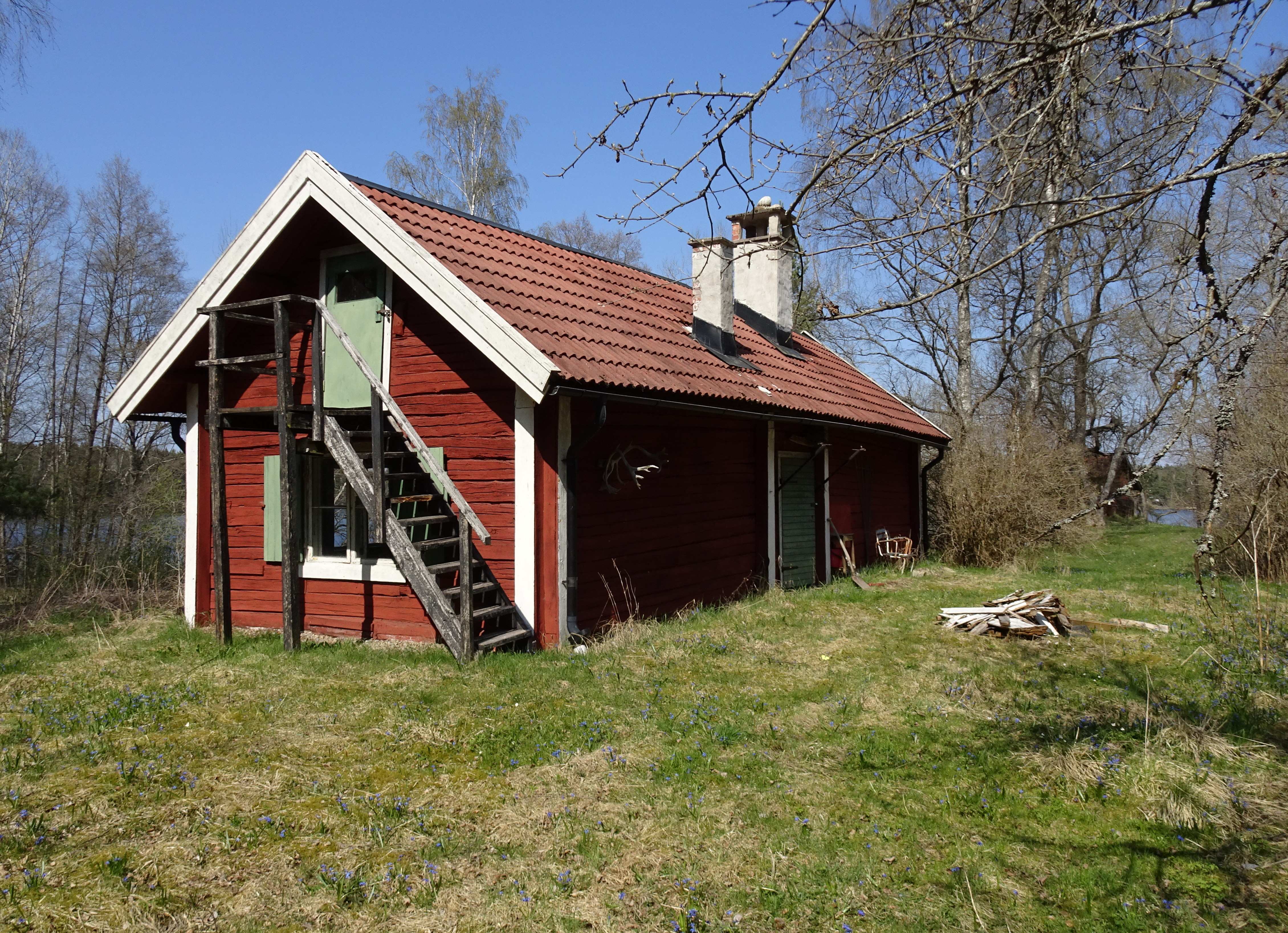
Nytorp.
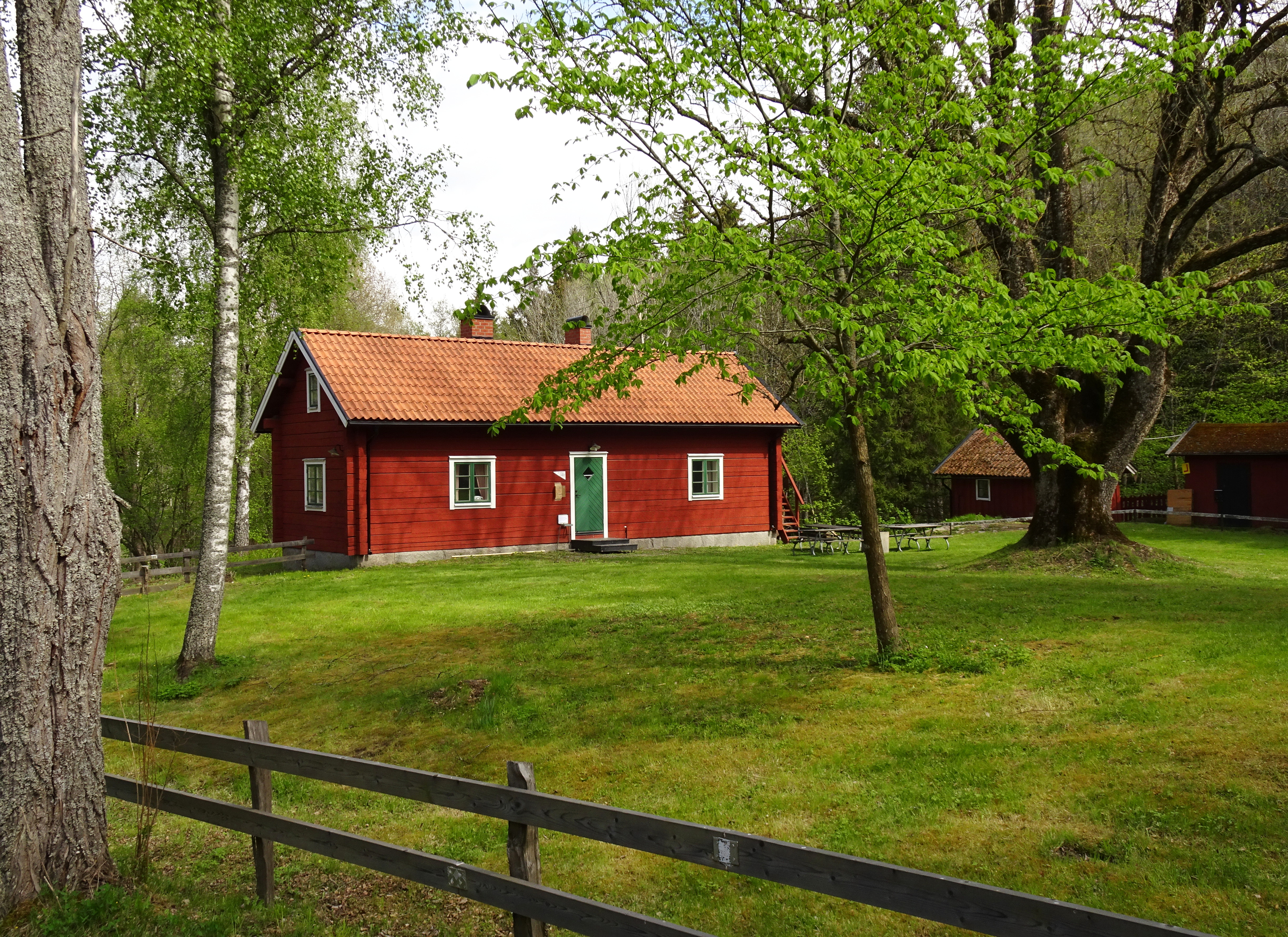
Mellanberg.
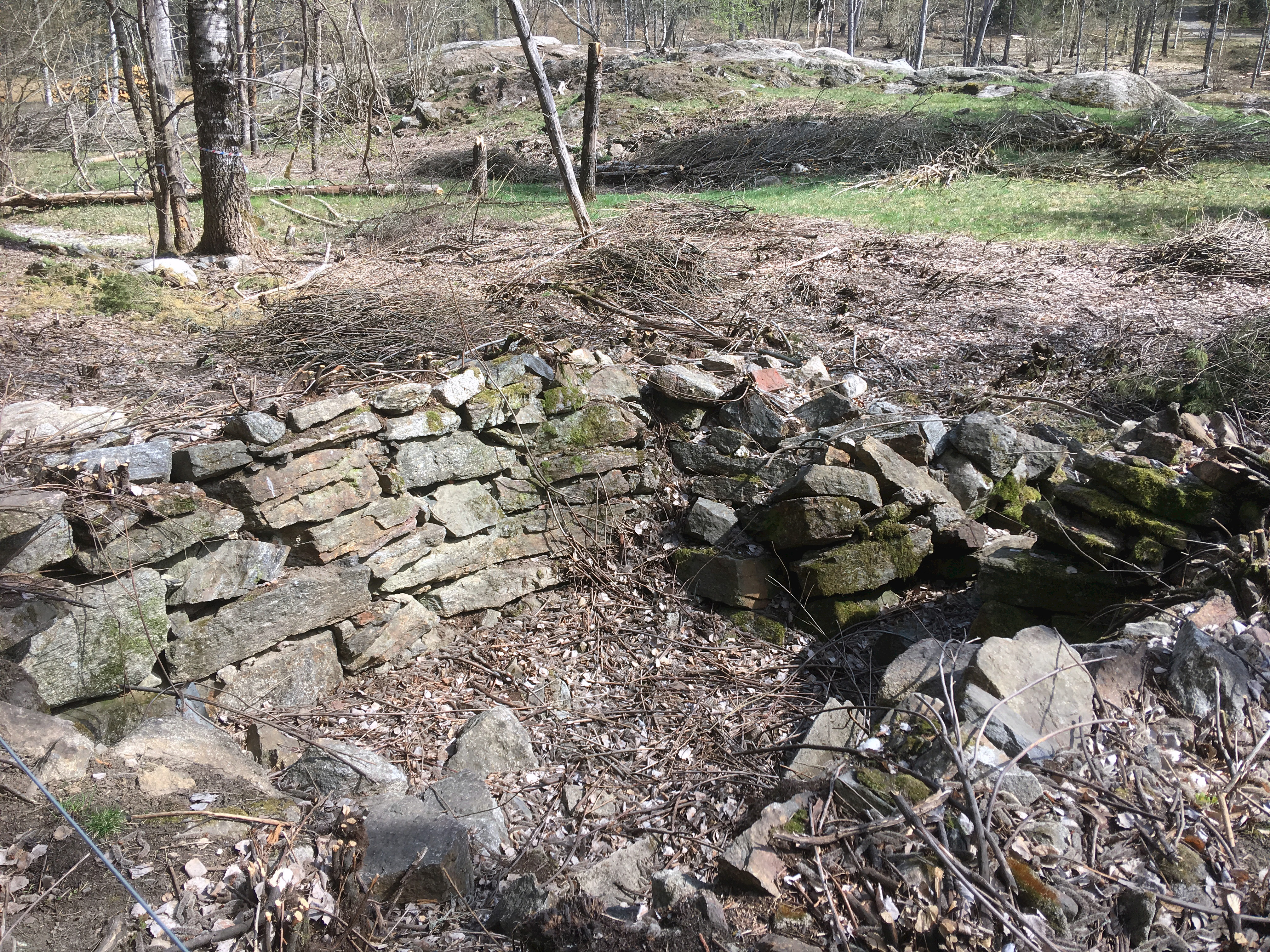
Grunden efter Skomakartorpets jordkällare.

Historisk bebyggelse
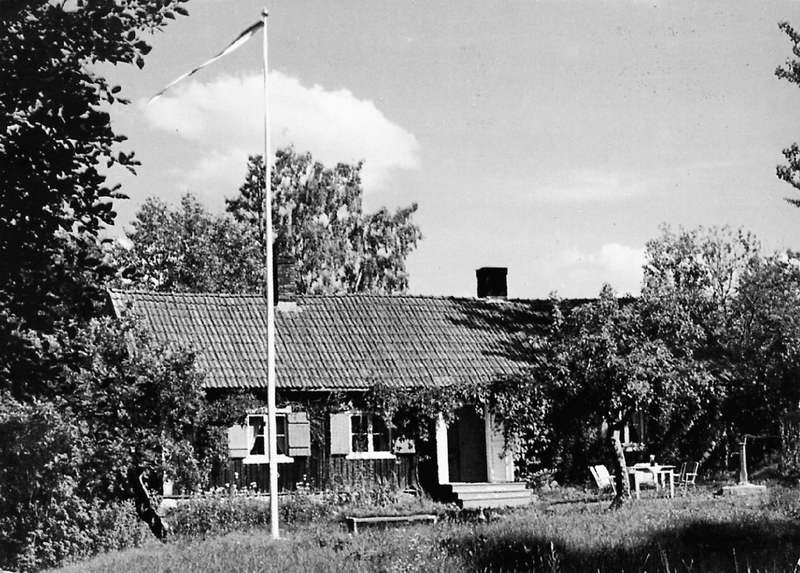
Gladö kvarns kvarnstuga på 1960-talet.
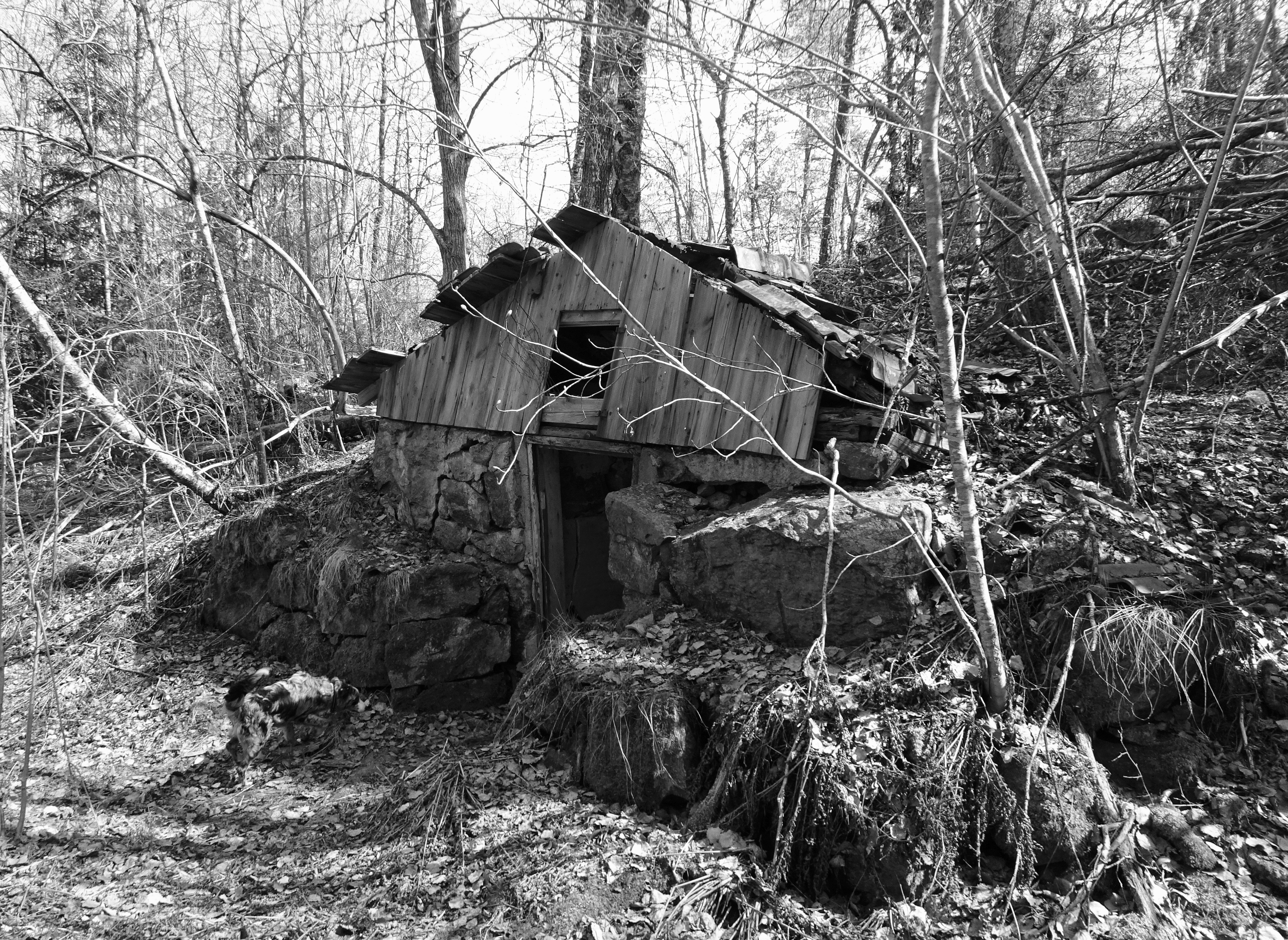
Gladö kvarnstugans jordkällare, 2016.
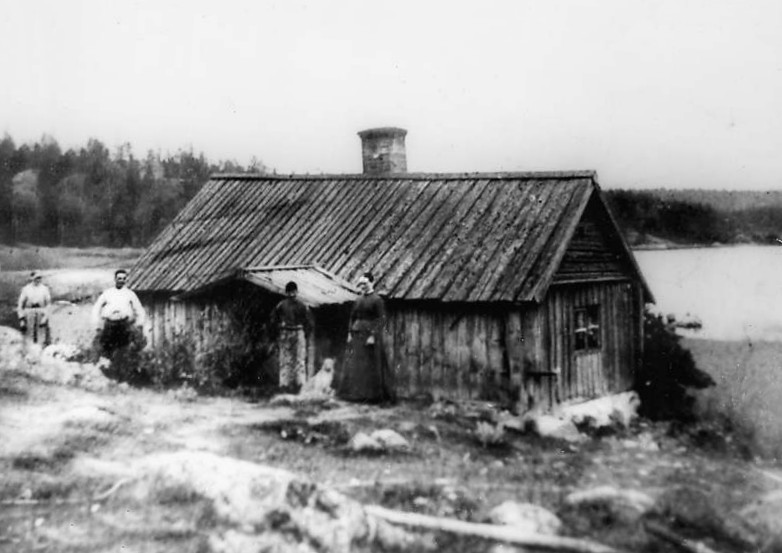
Torpet Nybovik, 1902 (idag badplats).
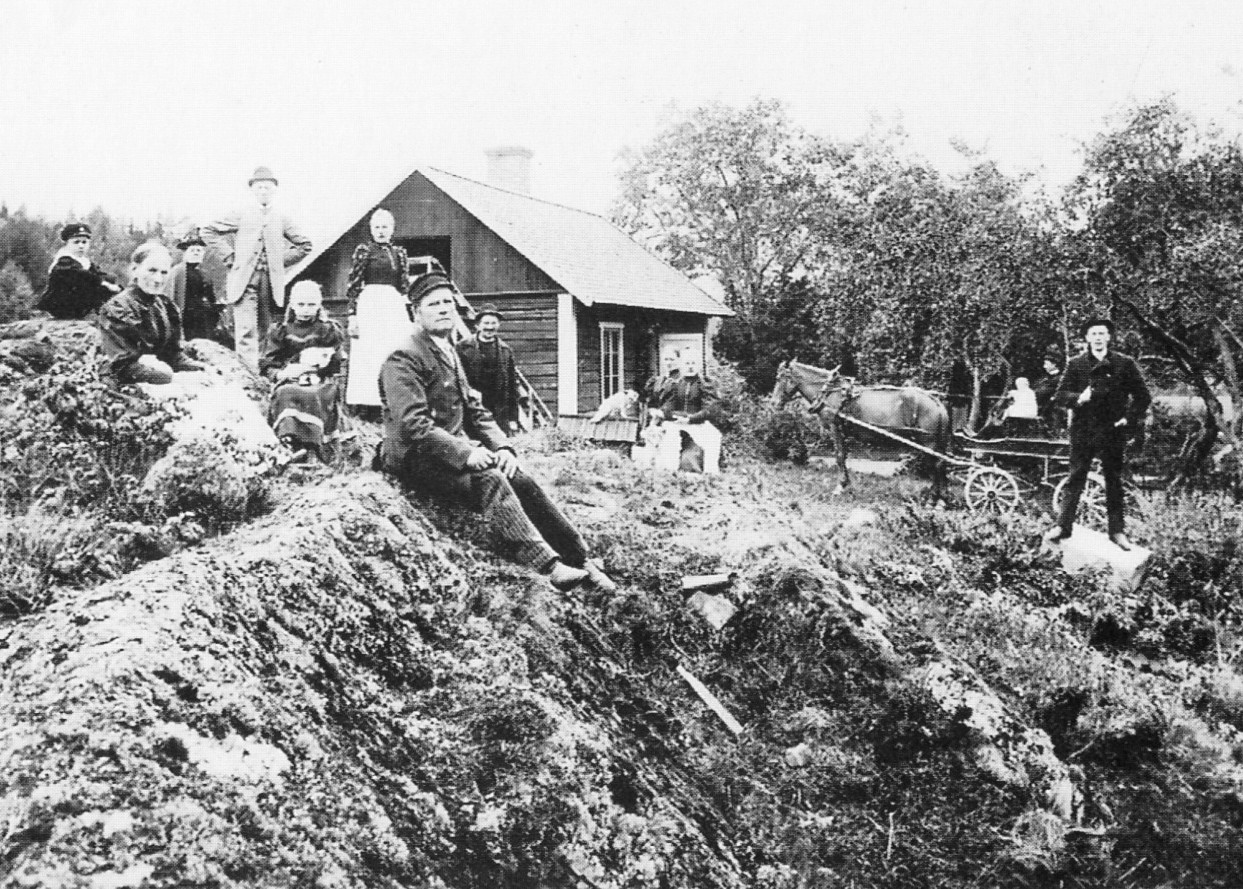
Skomakartorp före 1920.